# 趙漢善
趙漢善（韓語：조한선，1981年6月17日—），南韓男演員，以模特兒身份出道，於2010年1月9日與小2歲圈外人鄭海晶(音譯)結婚，同年4月女兒誕生，並申請延後至9月入伍服役2年，近年開始由電視劇轉往電影發展。

## 影視作品

### 電視劇
- 2002年：MBC《Non-stop 3》飾演 趙漢善
- 2003年：MBC《烈愛無間道》飾演 姜太平
- 2004年：KBS《四月之吻》飾演 江在碩
- 2013年：SBS《結婚三次的女人》飾演 安光模
- 2015年：SBS《假面》飾演 金政泰
- 2016年：SBS《對，因為是家人》飾演 劉世顯
- 2019年：OCN《附身》飾演 沈陽宇
- 2019年：SBS《Stove League》飾演 林東奎（特別出演）
- 2020年：MBC《李小姐知情》飾演 仁浩哲
- 2024年：Disney+《殺人者的購物中心》飾演 貝爾

### 電影
- 2004年：《狼的誘惑》飾演 熙文
- 2006年：《連理枝》
- 2006年：《熱血男兒》
- 2007年：《特別市的人們》（未播映）
- 2008年：《我的新拍檔》
- 2008年：《甜蜜的謊言》
- 2009年：《很悲傷的城市》（客串）
- 2010年：《加油站襲擊事件2》
- 2010年：《英雄本色：無敵者（朝鲜语：무적자）》飾演 鄭泰民
- 2015年：《陷阱》
- 2017年：《Blue Busking》
- 2018年：《回來吧，釜山港之愛》飾演 泰柱
- 2018年：《似曾相識》
- 2023年：《我在这里》

### MV
- 2003年：張娜拉《似真似假》
- 2004年：Ki Hu《天空挑選的眼淚》【尹晶喜、李水京】
- 2006年：As One《十二夜》
- 2007年：KCM《再見》

## 綜藝節目
- 2022年6月12日：KBS 2TV《兩天一夜４》EP.129 特別出演

## 獲獎紀錄
- 2007年：第15屆春史電影賞最佳男配角